# Machairocentron tarpeia
Machairocentron tarpeia är en nattsländeart som beskrevs av Schmid 1982. Machairocentron tarpeia ingår i släktet Machairocentron och familjen Xiphocentronidae. Inga underarter finns listade i Catalogue of Life.